# تیم ملی هاکی روی چمن مردان ایران
تیم ملی هاکی روی چمن (چمنی) مردان ایران یک تیم بین‌المللی هاکی چمنی است که از طرف ایران در مسابقات بین‌المللی شرکت می‌کند.

## مسابقات

### هاکی ۵ نفره
اولین دوره رقابت‌های جهانی هاکی ۵ نفره در سال ۲۰۲۴ برگزار می‌شود. مسابقات انتخابی آسیا در عمان در ۲۰۲۳ برگزار شد و ایران هم در آن شرکت کرد.
- ایران ۷–۲ هنگ کنگ
- ایران ۵–۳ اندونزی
- ایران ۱۲–۸ قزاقستان
- ایران ۱۲-۲ افغانستان
- ایران ۱۰-۱ ژاپن
- ایران ۱-۶ مالزی
- ایران ۶-۷ بنگلادش

پنج برد و دو باخت - رده ششم - ۵۳ گل زده و ۲۹ گل خورده تفاضل گل +۲۴
دوستانه:
- ایران ۴–۶ عمان

### بازی‌های آسیایی
| سال   | رده                 | بازی | برد | برابر | باخت |
| ----- | ------------------- | ---- | --- | ----- | ---- |
| ۱۹۵۸  | حاضر نبود           | –    | –   | –     | –    |
| ۱۹۶۲  | حاضر نبود           | –    | –   | –     | –    |
| ۱۹۶۶  | حاضر نبود           | –    | –   | –     | –    |
| ۱۹۷۰  | حاضر نبود           | –    | –   | –     | –    |
| ۱۹۷۴  | ششم                 | ۵    | ۰   | ۰     | ۵    |
| ۱۹۷۸  | حاضر نبود           | –    | –   | –     | –    |
| ۱۹۸۲  | حاضر نبود           | –    | –   | –     | –    |
| ۱۹۸۶  | حاضر نبود           | –    | –   | –     | –    |
| ۱۹۹۰  | حاضر نبود           | –    | –   | –     | –    |
| ۱۹۹۴  | حاضر نبود           | –    | –   | –     | –    |
| ۱۹۹۸  | حاضر نبود           | –    | –   | –     | –    |
| ۲۰۰۲  | حاضر نبود           | –    | –   | –     | –    |
| ۲۰۰۶  | حاضر نبود           | –    | –   | –     | –    |
| ۲۰۱۰  | حاضر نبود           | –    | –   | –     | –    |
| ۲۰۱۴  | راه یافت (حاضر نشد) | –    | –   | –     | –    |
| مجموع | ۱/۱۴                | ۵    | ۰   | ۰     | ۵    |

### جام آسیایی
| سال   | رتبه      | بازی | برد | برابر | باخت |
| ----- | --------- | ---- | --- | ----- | ---- |
| ۱۹۸۲  | حاضر نبود | –    | –   | –     | –    |
| ۱۹۸۵  | دهم       | ۴    | ۰   | ۰     | ۴    |
| ۱۹۸۹  | حاضر نبود | –    | –   | –     | –    |
| ۱۹۹۳  | حاضر نبود | –    | –   | –     | –    |
| 1999  | حاضر نبود | –    | –   | –     | –    |
| 2003  | راه نیافت | –    | –   | –     | –    |
| 2007  | حاضر نبود | –    | –   | –     | –    |
| 2009  | حاضر نبود | –    | –   | –     | –    |
| 2013  | حاضر نبود | –    | –   | –     | –    |
| مجموع | ۱/۹       | ۴    | ۰   | ۰     | ۴    |

### جام غرب آسیا
| سال   | رتبه        | بازی | برد | برابر | باخت |
| ----- | ----------- | ---- | --- | ----- | ---- |
| 2014  | نایب قهرمان | ۳    | ۱   | ۲     | ۰    |
| مجموع | ۱/۱         | ۳    | ۱   | ۲     | ۰    |

### جام فدراسیون هاکی آسیا
| سال   | رتبه      | بازی | برد | برابر | باخت |
| ----- | --------- | ---- | --- | ----- | ---- |
| ۱۹۹۷  | حاضر نبود | –    | –   | –     | –    |
| ۲۰۰۲  | پنجم      | ۶    | ۲   | ۰     | ۴    |
| ۲۰۰۸  | حاضر نبود | –    | –   | –     | –    |
| ۲۰۱۲  | حاضر نبود | –    | –   | –     | –    |
| مجموع | ۱/۴       | ۶    | ۲   | ۰     | ۴    |